# Alta Scuola Politecnica
Die Alta Scuola Politecnica (ASP) (Hohe Polytechnische Schule) ist eine gemeinsame akademische Einrichtung der Technischen Universitäten Mailand und Turin zur Förderung besonders begabter Studenten. Die ASP wurde 2004 gegründet und hat ihren Sitz in Mailand und Turin. Direktor ist Mario Calderini.

## Zulassung
Voraussetzung für ein Studium an der ASP ist ein abgeschlossener Bachelorstudiengang. Jedes Jahr werden an den TU Mailand und Turin insgesamt 150 Studierende des ersten Studienjahres der Masterstudiengänge Ingenieurwissenschaften, Architektur und Design für das akademische Zusatzangebot an der ASP ausgewählt, davon 90 in Mailand und 60 in Turin. Rund ein Viertel der Studenten stammt aus dem Ausland. Da der Studienbetrieb in englischer Sprache abläuft, sind gute Englischkenntnisse eine weitere Zulassungsvoraussetzung. Für einen Verbleib und für den zusätzlichen Abschluss an der ASP ist ein hoher Notendurchschnitt im regulären Studium an den beiden TU unabdingbar.

## Studienangebot
Das akademische Zusatzangebot gliedert sich in vier interdisziplinäre, praxisbezogene Kurse, von denen drei im ersten Jahr und der vierte im zweiten und letzten Jahr des Masterstudiums stattfinden. Die kurzen Kurse umfassen Vorlesungen, Seminare und Arbeitsgruppen, wobei jeweils eine Hausarbeit zu erstellen ist. Des Weiteren können multidisziplinäre Projekte von den Studierenden durchgeführt werden. Im zweiten Jahr ist ein Auslandsaufenthalt vorgesehen.
Das Lehrpersonal kommt aus Italien und aus dem Ausland. Beteiligt sind auch Vertreter von Unternehmen, Behörden und Forschungseinrichtungen.